# 한상수 (바둑 기사)
한상수(韓賞洙, 1973년 7월 10일~1994년)는 대한민국의 전 바둑 기사이다. 1993년 김영삼(현 9단) 과 입단 동기생으로 군복무 훈련중 사망했다.

## 약력
1993년 프로바둑에 입단했다. 군복무 훈련중 폐혈증으로 사망했다. 한상수를 추모하기 위한 한상수배 대학바둑최강전이 매년 열리고 있다.